# Pavle Karađorđević
Pavle Karađorđević (Sankt-Peterburg, 15. travnja 1893. – Pariz, 14. rujna 1976.), bio je srpski princ i jedini sin kneza Arsena Karađorđevića (1859. – 1938.), rođenog brata kralja Petra I. Karađorđevića (1844. – 1921.). Vrstan poznavatelj slikarstva i umjetnosti uopće.

## Životopis
Pavle Karađorđević rođen je u Sankt-Peterburgu 1893. godine. Školovao se u Lausanni, Beogradu i Oxfordu, gdje je diplomirao 1920. godine. Godine 1923. vratio se u Beograd, no Aleksandar I. Karađorđević mu za života nije povjeravao bitnije dužnosti. Do atentata na kralja Aleksandra I. Karađorđevića 1934. godine uopće se nije bavio politikom već je živio povučeno sa svojom obitelji. Iz braka s grčkom i danskom princezom Olgom imao je sinove Aleksandra (1924.), Nikolu (1926. – 1954.) i kćer Jelisavetu (1936.). 
Poslije atentata u Marseilleu prema oporuci kralja Aleksandra I. Karađorđevića postaje jedan od trojice članova namjesništva u ime maloljetnog kralja Petra II. Karađorđevića. Ubrzo se nametnuo kao jedina stvarna vlast u Kraljevini Jugoslaviji, dok su ostali namjesnici (Ivo Perović i Radenko Stanković) samo figurirali na toj dužnosti. U vanjskoj politici provodio je politiku otklona od Francuske, pokušavajući održati neutralnost u sve složenijim europskim okolnostima. Svjestan unutarnjih slabosti države i njezine ranjivosti u slučaju rata, pokušao je riješiti nacionalne probleme u Jugoslaviji. 
Nije odobravao centralizam i autokraciju, pa se 1933. godine razišao s bratićem, nakon čije je smrti kao najutjecajniji član Namjesništva 1935. godine otvorio pregovore s Vladkom Mačekom, pri čemu su mu djelovanje ograničavali protivljenje većega dijela srbijanskih političara te strah od destabilizacije zemlje, koju je prema oporuci morao očuvati za Aleksandrova sina Petra. Nije odobravao politiku Milana Stojadinovića te je nakon njegovih slabih rezultata na skupštinskim izborima 1938. godine mandat povjerio Dragiši Cvetkoviću i, najposlije, prihvatio privremeno rješenje hrvatskoga pitanja sporazumom Cvetković-Maček od 26. kolovoza 1939. godine o ustroju Banovine Hrvatske (nije ratificiran u Narodnoj skupštini). 
U svom djelovanju kao realni političar suočavao se s velikim otporom srpskih političara, posebno radikala. Uvidjevši da Velika Britanija nema namjeru štititi Jugoslaviju, zagovarao je pristupanje Trojnom paktu, što se i dogodilo 25. ožujka 1941. godine. Samo dva dana kasnije, oboren je s vlasti u državnom udaru iza kojeg je vjerojatno stajala britanska tajna služba. Uslijedio je njemački napad na Jugoslaviju 6. travnja 1941. godine i kapitulacija nakon samo 11 dana. 
Knez Pavle je nakon državnog udara uhićen i protjeran u Grčku, odakle su ga britanske snage odvele u Keniju i držale u zatočeništvu za vrijeme Drugoga svjetskog rata. Nakon puštanja živio je u Francuskoj. Iako je bio gurnut u politiku protivno svojoj volji, pokazao se izuzetnim državnikom koji je svojom politikom vješto branio interese svoje zemlje. Ujedno bio je prvi i posljednji političar sa srpske strane u Kraljevini Jugoslaviji, koji je uzimao u obzir i interese Hrvata.
Umro je u Francuskoj 1976. godine.